# Roland Schlosser
Roland Schlosser (* 23. srpna 1983 Bregenz, Rakousko) je bývalý rakouský sportovní šermíř, který se specializoval na šerm fleretem. Rakousko reprezentoval v prvním a druhém desetiletí jedenadvacátého století. Na olympijských hrách startoval v roce 2004, 2008 a 2012 v soutěži jednotlivců. V roce 2008 obsadil třetí místo na mistrovství Evropy v soutěži jednotlivců.